# Pelophylax bedriagae
Espèce
Synonymes
- Rana esculenta var. bedriagae Camerano, 1882
- Rana bedriagae Camerano, 1882
- Rana levantina Schneider & Sinsch, 1992

Statut de conservation UICN

 LC : Préoccupation mineure
Pelophylax bedriagae, la grenouille verte de Bedriaga, est une espèce d'amphibiens de la famille des Ranidae.

## Répartition

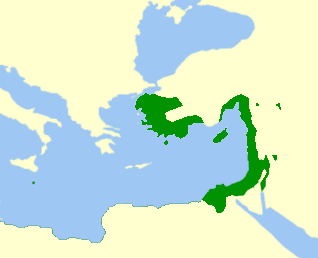
Répartition de l'espèce.

Cette espèce se rencontre jusqu'à 1 500 m d'altitude dans le sud-est de l'Europe et au Moyen-Orient :
- en Grèce dans des îles de la mer Égée ;
- à Chypre ;
- dans l'Ouest et le Sud de la Turquie ;
- dans le nord de l'Égypte ;
- en Israël ;
- dans l'ouest de la Jordanie ;
- au Liban ;
- dans l'ouest de la Syrie ;

Elle a été introduite en Belgique et à Malte.

## Description

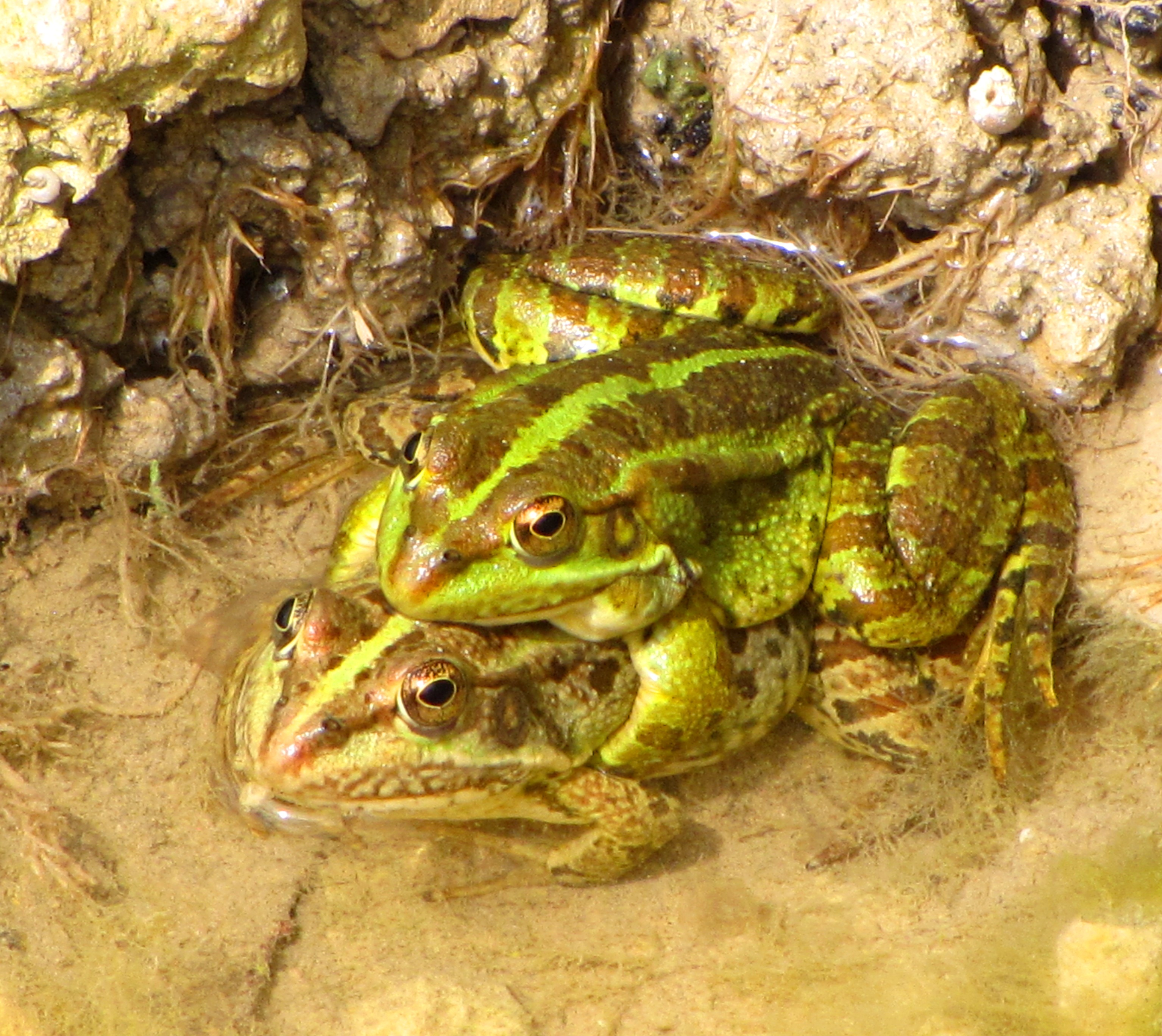
Un couple à Malte en amplexus ; notez la femelle plus grande que le mâle.

Pelophylax bedriagae est de couleur verte ou brune avec des taches plus foncées sur le dos. Elle est essentiellement aquatique.

## Étymologie
Cette espèce est nommée en l'honneur de Jacques von Bedriaga.

## Publication originale
- Camerano, 1882 "1881" : Recherches sur les variations de la Rana esculenta et du Bufo viridis dans le Bassin de la Méditerranée. Comptes Rendus de l'Association Française pour l'Avancement des Sciences, Paris, vol. 10, p. 680-690 (texte intégral).